# Saint George Hare
George Hare, più noto come Saint George Hare (Limerick, 5 luglio 1857 – Londra, 1933), è stato un pittore irlandese.

## Descrizione

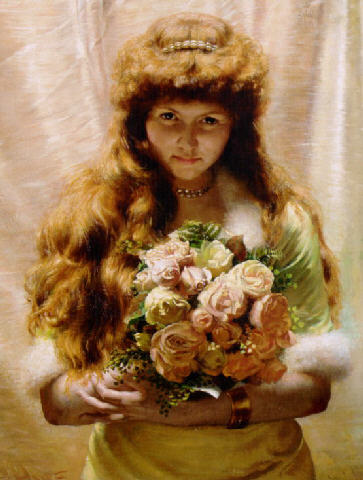
An English Rose (Una rosa inglese)

Egli era il figlio di George Frederick Hare, un dentista di Ipswich, e di sua moglie Ella, dalla contea di Wexford. George venne istruito alla scuola d'arte di Limerick, dove passò tre anni sotto la tutela di Nicholas Brophy. In 1875, egli ricevette una borsa di studio e si trasferì a Londra per studiare per sette anni alla scuola nazionale d'arte nel South Kensington: lì vinse la medaglia d'oro per un dipinto storico intitolato La morte di Guglielmo il Conquistatore, che venne esposto all'Accademia Reale nel 1886.
Saint George Hare fu anche un insegnante d'arte e nel 1891 fondò il Chelsea Arts Club ("circolo artistico di Chelsea"). Hare fu un membro sia dell'Istituto reale degli Acquerellisti sia dell'Istituto reale dei Pittori ad olio. Nel 1906, Sir Hugh Lane incluse le sue opere in un'esposizione al palazzo municipale di Londra sui pittori irlandesi e, in seguito, i suoi quadri vennero esposti alla galleria Walker di Liverpool e alla galleria d'arte di Manchester.
Sir Henry Hugh Arthur Hoare, sesto baronetto, sponsorizzò il suo lavoro e commissionò dei ritratti per la sua famiglia. Le opere più famose dell'artista sono La morte di Guglielmo il Conquistatore (1886), La vittoria della fede (1891), Ieri (1894) e La gabbia dorata (1908).
Saint George Hare morì a Londra nel gennaio del 1933. Molti suoi dipinti ora appartengono al National Trust.